# Narborough, Norfolk
Narborough är en ort och civil parish i Storbritannien.   Den ligger i grevskapet Norfolk och riksdelen England, i den sydöstra delen av landet, 140 km norr om huvudstaden London. Narborough ligger 14 meter över havet och antalet invånare är 1 095.
Terrängen runt Narborough är platt. Runt Narborough är det ganska tätbefolkat, med 96 invånare per kvadratkilometer. Närmaste större samhälle är King's Lynn, 14,8 km nordväst om Narborough. Trakten runt Narborough består till största delen av jordbruksmark.